# Reforma
Reforma (iz latinskog re = nazad; formatio = uspostava: ponovna uspostava) označava u politici veće, planirane i nenasilne transformacije postojećih uvjeta i sustava. 

## Reforme u povijesti
Značajne reforme u povijesti su bile socijalne reforme Otto von Bismarcka+, reforme zdravstvenog- i mirovinskog osiguranja. 
Glasnost i Perestrojka koju je proveo Mihail Gorbačov reformama u Sovjetskog Saveza su bile početak kraja Real-socijalizma u europi.

## Ciljevi
Reforme za cilj imaju poboljšanje djelotvornosti državne uprave, pa se tako u nekoj državi može provesti reforma zdravstva, školstva, policije, vojske i sl. One također za cilj mogu imati i poboljšanje gospodarstvenog položaja određenih slojeva stanovništva u nastojanju da se smanje socijalne napetosti i kriminal. Kao primjer za potonje može poslužiti agrarna reforma.
Reforma se razlikuje od revolucije po tome što temelji ili osnovne značajke poretka ili sistema nikada ne dolaze u pitanje. S druge strane, razlike između revolucije i reforme nikada nisu jasne, pa tako neke reforme mogu - pogotovo kroz duže vrijeme - predstavljati promjenu revolucionarnog značaja.